# Waterjet

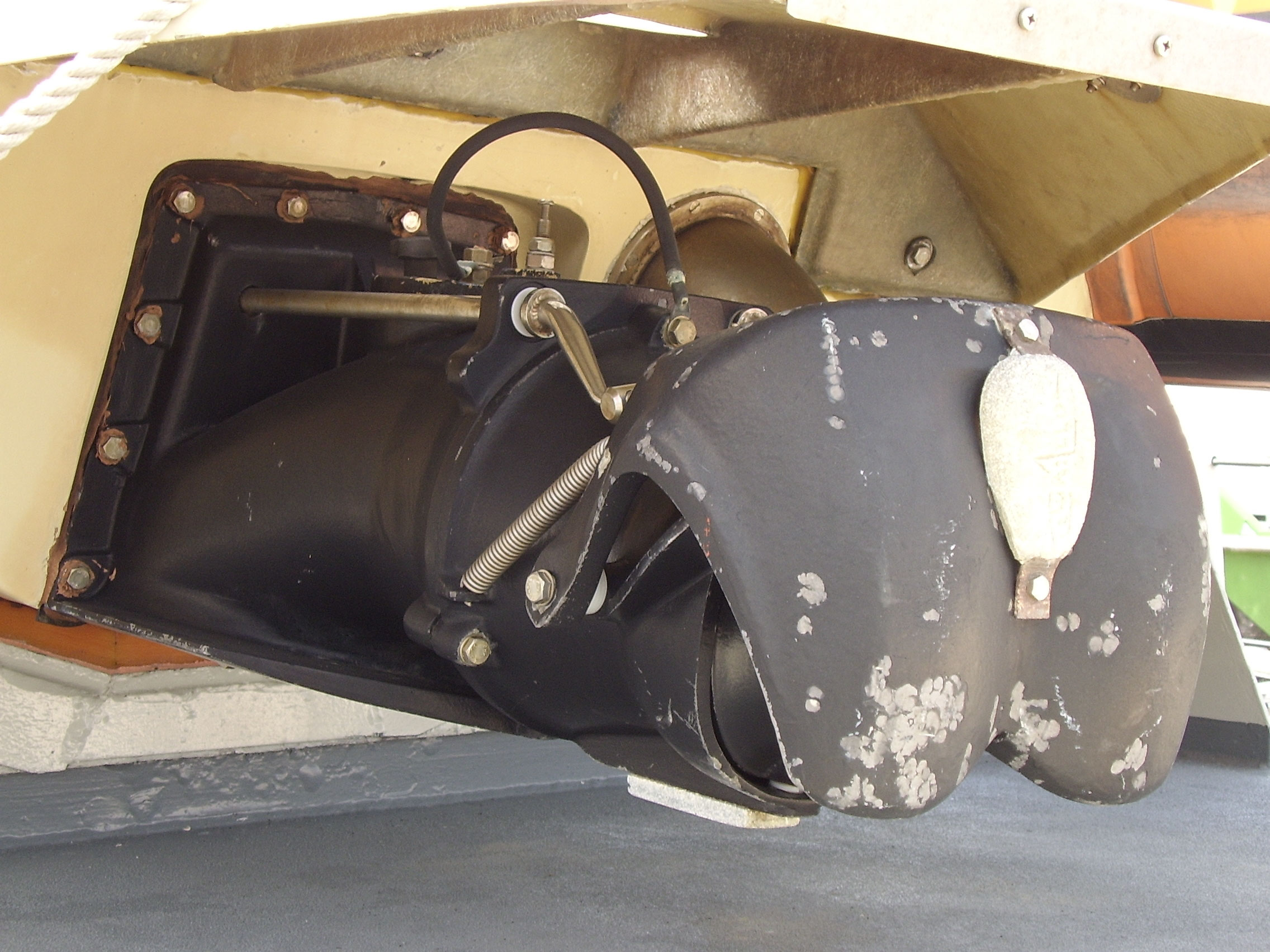
Waterjet met omkeerplaat naar beneden.

Een waterjet is een voortstuwer om schepen mee voort te bewegen. Het gebruik was vooral beperkt tot hogesnelheidspleziervaartuigen en werkschepen, maar het laatste decennium is er door een toegenomen behoefte aan snelle schepen een snelle schaalvergroting opgetreden. Een waterjet heeft betere cavitatie-eigenschappen dan een normale scheepsschroef. Een schroef gaat bij hogere snelheid caviteren en krijgt een lager rendement dan de waterjet. Andere voordelen zijn de goede manoeuvreerbaarheid en het ontbreken van uitstekende delen. Grotere jets worden aangedreven door dieselmotoren of gasturbines. Vermogens variëren hierbij van enkele honderden tot vele duizenden kilowatts.

## Werkingsprincipe

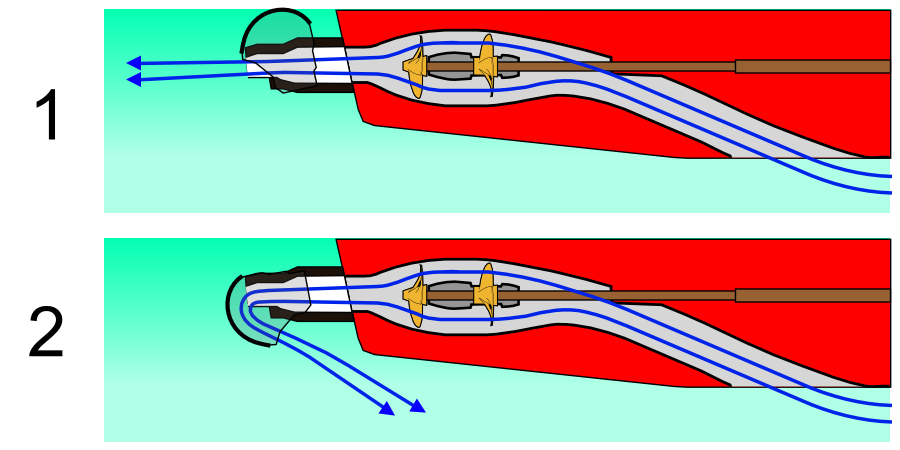
1. stuwstraal vooruit
2. stuwstraal achteruit gebogen door omkeerplaat

Een waterjet bestaat uit een inlaatkanaal, een pomp en een straalbuis. De pomp zuigt via de inlaat water op van onder de scheepsromp. Het water wordt door de pomprotor in druk verhoogd en vervolgens met grote snelheid door de vertragende straalbuis naar buiten geperst. Door de versnelling van het water door de jet ontstaat een tegenreactie waardoor het schip voortgestuwd wordt. Achteruit varen is mogelijk door met een omkeerplaat (reversing bucket) de stuwstraal om te buigen.
Bij lage snelheden worden vaak centrifugaalpompen gebruikt, voor hoge snelheden is dit vaak een inducer. Daartussen wordt vaak een schroefpomp gebruikt.

## Manoeuvreren en sturen
Aan de uitlaatopening van de jet zit doorgaans een apart stuurdeel om de stuwstraal in de gewenste richting te buigen. Dit kunnen platen zijn, vergelijkbaar met roeren. Het kan ook door de straalbuis beweegbaar te maken. De snelheid van het schip kan geregeld worden met zowel het toerental van de aandrijving als met de omkeerplaat. Door de vaarrichting en -snelheid te regelen met deze plaat kan er stuwdruk blijven op het stuurdeel, zodat de manoeuvreerbaarheid groter is dan bij de combinatie roer-schroef. Achteruitvarend stuurt de waterjet in dezelfde richting als vooruit, in tegenstelling tot de schroef met roer. Door de omkeerplaat kan de waterjet ook zeer snel de stuwrichting omkeren.
Bij het sturen met een waterjet vormt het Coandă-effect een complicatie. De waterstraal buigt niet volledig af bij draaien maar moet 2° meer afbuigen dan normaal gesproken nodig zou zijn voor de koerswijziging.

## Toepassingsgebieden
Een waterjet heeft pas een goed rendement vanaf snelheden van 25-30 knopen en wordt daarom veel toegepast bij snelle schepen.
De inlaat van een waterjet is meestal geïntegreerd in de romp van het schip. Hierdoor steekt er niets onder de bodem van het schip uit en is de installatie uitstekend beschermd tegen beschadiging van buitenaf. Wegens deze constructie maar ook wegens de grote manoeuvreerbaarheid vinden waterjets ook toepassing bij minder snelle schepen zoals werkboten.

## Geschiedenis
Het principe van de waterjet werd in 1661 bedacht door Toogood en Hayes. Toen men technisch in staat was stoom als krachtbron te gebruiken, lukte het in 1787 voor het eerst een succesvol vaartuig met een waterjet tot stand te brengen, waarbij een snelheid van 2 à 3 knopen werd bereikt. Moderne snelle veerschepen met waterjets halen gemakkelijk de 40 knopen.

## Toepassingen
De HSS-veerboten van Stena Line gebruiken waterjets voor aandrijving en sturen. Deze werken met gasturbines van General Electric, speciaal omgebouwd voor maritiem gebruik. Deze veerboten hebben twee drijvers (als een catamaran) met in elke drijver een kleine en een grote turbine en waterjet. De kleine worden gebruikt voor het manoeuvreren in de haven. Alle vier worden ingezet voor de lange afstanden. De grote units ontwikkelen ongeveer 22 000 kW bij 3600 rpm. De kleinere 10 800 kW bij 6500 rpm. Als brandstof voor de turbines wordt gebruikgemaakt van een lichte versie dieselolie met zeer laag zwavelgehalte.

## Referentie
1. ↑  Basic Ship Propulsion ISBN 0080560091
2. ↑  Stena Line HSS waterjet